# Ван дер Ворт ван Зейп, Адольф
Адольф ван дер Ворт ван Зейп (нидерл. Adolph Dirk Coenraad van der Voort van Zijp, 1 сентября 1892, Северная Суматра — 8 марта 1978, Монако) — выдающейся голландский спортсмен, конник, трёхкратный олимпийский чемпион, участник 2-х Олимпийских игр 1924 и 1928 годов. Как и большинство членов Олимпийской сборной Нидерландов в конном спорте, являлся военным в офицерском звании. На играх 1924 года в Париже выиграл золотые награды в индивидуальном и командном первенстве троеборцев. В 1928 году в составе сборной стал обладателем золотой медали в командном первенстве. В 1940 году принимал участие в обороне Нидерландов при вторжении войск фашистской Германии, был взят в плен и заключен в тюрьму, после окончания войны освобожден. Умер в 1978 году в Монако.